# Джим Резерфорд Трофи
Джим Резерфорд Трофи (англ. Jim Rutherford Trophy) — приз, ежегодно вручаемый лучшему вратарю Хоккейной лиги Онтарио. Победителя выбирают тренеры и генеральные менеджеры клубов OHL голосованием. Победитель также номинируется на награду Лучший вратарь года CHL.
С 1988 по 2019 годы этот приз назывался Лучший вратарь года Хоккейной лиги Онтарио (OHL Goaltender of the Year). 19 мая 2020 года OHL представила трофей Джима Резерфорда в честь бывшего вратаря Джима Резерфорда. Резерфорд играл в OHL за «Гамильтон Ред Уингз» с 1967 по 1969 годы, а затем в НХЛ за «Детройт Ред Уингз», «Питсбург Пингвинз», «Торонто Мэйпл Лифс» и «Лос-Анджелес Кингз» с 1970 по 1983 годы. После своей игровой карьеры Резерфорд присоединился к «Уинсор Компьюуэйр Спитфайрз» в качестве генерального менеджера команды с 1984 по 1988 годы, выиграв Кубок Джей Росса Робертсона в сезоне 1987/1988. В 1990 году Резерфорд стал генеральным директором и президентом «Детройт Компьюуэйр Амбассадорс». В 1994 году Джим стал генеральным менеджером, президентом и миноритарным владельцем «Хартфорд Уэйлерс». Резерфорд оставался в клубе в качестве генерального менеджера, когда франшиза переехала и стала называться «Каролина Харрикейнз» в 1997 году. В 2006 году Резерфорд выиграл Кубок Стэнли с «Харрикейнз». Он оставался в клубе до 2014 года, прежде чем уйти в отставку и продать свои акции клуба, чтобы стать генеральным директором «Питсбург Пингвинз». Вместе с «Пингвинз» Резерфорд выиграл Кубок Стэнли ещё два раза, в 2016 и 2017 годах. Резерфорд был включён в Зал хоккейной славы в 2019 году.

## Победители

### Список победителей Джим Резерфорд Трофи
Выделены вратари так же получавшие в этом сезоне трофей «Лучший вратарь года CHL».
- 2023-24 Джейкоб Остер, Ошава Дженералз
- 2022-23 Дом ДиВинсентиис, Норт-Бэй Батталион
- 2021-22 Бретт Брошу, Лондон Найтс
- 2020-21 Сезон был отменён из-за пандемии коронавируса
- 2019-20 Нико Доус, Гелф Шторм

### Список победителей Лучший вратарь года OHL
Выделены вратари так же получавшие в этом сезоне трофей «Лучший вратарь года CHL».
- 2018-19 Юкко-Пекка Луукконен, Садбери Вулвз
- 2017-18 Майкл Дипьетро, Уинсор Спитфайрз
- 2016-17 Майкл Макнайвен, Оуэн-Саунд Аттак
- 2015-16 Маккензи Блэквуд, Барри Кольтс
- 2014-15 Лукас Перессини, Кингстон Фронтенакс
- 2013-14 Алекс Неделькович, Плимут Уэйлерз
- 2012-13 Джордан Биннингтон, Оуэн-Саунд Аттак
- 2011-12 Майкл Хузер, Лондон Найтс
- 2010-11 Марк Висентин, Ниагара АйсДогс
- 2009-10 Крис Карроцци, Миссиссога Сент-Майклз Мэйорз
- 2008-09 Майк Мёрфи, Бельвиль Буллз
- 2007-08 Майк Мёрфи, Бельвиль Буллз
- 2006-07 Стив Мэйсон, Лондон Найтс
- 2005-06 Адам Денни, Лондон Найтс
- 2004-05 Майкл Узаш, Миссиссога АйсДогс
- 2003-04 Пауло Колайаково, Барри Кольтс
- 2002-03 Энди Киодо, Торонто Сент-Майклз Мэйорз
- 2001-02 Рэй Эмери, Су-Сент-Мари Грейхаундз
- 2000-01 Крэйг Андерсон, Гелф Шторм
- 1999-00 Эндрю Рэйкрофт, Кингстон Фронтенакс
- 1998-99 Брайан Финли, Барри Кольтс
- 1997-98 Бухар Амидовски, Торонто Сент-Майклз Мэйорз
- 1996-97 Зак Бирк, Питерборо Питс
- 1995-96 Крэйг Хиллир, Оттава Сиксти Севенс
- 1994-95 Тайлер Мосс, Кингстон Фронтенакс
- 1993-94 Джэйми Сторр, Оуэн-Саунд Плэйтерз
- 1992-93 Мэнни Легаси, Ниагара-Фолс Тандер
- 1991-92 Майк Фаунтин, Ошава Дженералз
- 1990-91 Майк Торчия, Китченер Рейнджерс
- 1989-90 Джефф Файф, Бельвиль Буллз
- 1988-89 Гус Моршаузер, Китченер Рейнджерс
- 1987-88 Рик Табараччи, Корнуэлл Ройалз